# Jane Frazee
Jane Frazee est une actrice américaine née Mary Jane Frehse le 18 juillet 1915 à Saint Paul (Minnesota) et morte le 6 septembre 1985 à Newport Beach (Californie).

## Biographie
À l'âge de six ans, Jane et sa sœur de douze ans, Ruth, créent un duo de chant et de danse de vaudeville qu'elles baptisent The Frazee Sisters (Les sœurs Frazee). Elles se produisent dans des boîtes de nuit et des théâtres. Leur duo prend fin fin en 1940 après que sa sœur Ruth épouse le réalisateur Norman Krasna. Jane se voit offrir un rôle dans le film musical Melody and Moonlight puis signe un contrat chez Universal Pictures. 
En 1941, elle tourne son second film, Deux Nigauds soldats (Buck Privates) avec le duo comique Abbott et Costello. Le film est un grand succès et Jane fait si forte impression qu'elle obtient par la suite des premiers rôles dans les comédies musicales de série B produites par Universal. En effet, après la Deuxième Guerre mondiale, la plupart des grands studios hollywoodiens produisent des films à petit budget. Cela a affecté des dizaines d'acteurs, qui ont dû alors se tourner vers les petits studios. 
Jane Frazee joue également dans des westerns pour le cinéma et la télévision ; elle a pour partenaires de grandes stars telles que Roy Rogers et Gene Autry. 
Elle quitte Universal à la fin de 1942 quand elle épouse l'acteur et réalisateur Glenn Tryon, de seize ans son aîné, avec qui elle aura un fils, Timothy. Le mariage dure cinq ans, et Jane se remariera trois fois. 
De 1954 à 1956, elle tourne dans plusieurs courts métrages de Joe McDoakesde.
Après avoir pris sa retraite, elle crée une entreprise immobilière.
Jane Frazee meurt d'une attaque cérébrale en 1985, à l'âge de 70 ans.

## Filmographie
- 1940 : Melody and Moonlight
- 1941 : Music in the Morgan Manner (dans son propre rôle)
- 1941 : Deux Nigauds soldats (Buck Privates) d'Arthur Lubin
- 1941 : Angels with Broken Wings
- 1941 : San Antonio Rose
- 1941 : Sing Another Chorus
- 1941 : Moonlight in Hawaii
- 1941 : Hellzapoppin' (Hellzapoppin) de H. C. Potter
- 1942 : Don't Get Personal
- 1942 : What's Cookin'? d'Edward F. Cline
- 1942 : Jimmy et ses fiancées (Almost Married)
- 1942 : Une nuit à La Havane (Moonlight Masquerade)
- 1942 : Escapade en musique (Get Hep To Love)
- 1942 : Clair de lune à La Havane (Moonlight in Havana) d'Anthony Mann
- 1942 : Permission mouvementée (When Johnny Comes Marching Home)
- 1943 : Hi'ya, Chum (en) de Harold Young
- 1943 : Keep 'Em Slugging
- 1943 : Rhythm of the Islands
- 1944 : Jolie mais maligne (Beautiful But Broke)
- 1944 : Cowboy Canteen (en)
- 1944 : Rosie the Riveter
- 1944 : Chevauchées en musique (Swing in the Saddle)
- 1944 : Kansas City Kitty
- 1944 : She's a Sweetheart
- 1944 : Une femme sur les bras (Practically Yours) de Mitchell Leisen
- 1944 : La Mine abandonnée (The Big Bonanza)
- 1945 : Ten Cents a Dance (en)
- 1945 : Swingin' on a Rainbow
- 1945 : Ah, quel scandale ! (George White's Scandals) de Felix E. Feist
- 1946 : A Guy Could Change
- 1947 : Musique aux étoiles (Calendar Girl) d'Allan Dwan
- 1947 : La Forêt interdite (Springtime in the Sierras)
- 1947 : En chantant sur la route (On the Old Spanish Trail)
- 1948 : Roy à la rescousse (The Gay Ranchero)
- 1948 : Under California Stars
- 1948 : Incident
- 1948 : Grand Canyon Trail
- 1948 : Last of the Wild Horses
- 1951 : Rhythm Inn

## Source
- (en) Notice nécrologique du Los Angeles Times